# 上田純子 (法学者)
上田 純子（うえだ じゅんこ、1959年8月14日 - ）は、日本の法学者。専門は会社法。九州大学大学院法学研究院教授を経て、愛知大学大学院法務研究科長・教授。アイシン社外監査役。2024年まで岡谷鋼機社外監査役を務めた。

## 人物・経歴
名古屋市出身。名古屋大学法学部卒業。名古屋大学大学院法学研究科博士後期課程退学、博士（法学）。ロンドン大学博士課程修了、Ph.D.。専門は会社法。
1994年椙山女学園大学生活科学部講師。1998年同助教授。2002年同教授。2003年椙山女学園大学現代マネジメント学部教授。
2007年静岡大学大学院法務研究科教授。2008年岡谷鋼機監査役（-2024年）、ロンドン大学高等法学研究所客員研究員。2010年九州大学大学院法学研究院教授、公認会計士試験試験委員。
2014年フランクフルト大学法律と金融の研究所客員研究員。2017年愛知大学大学院法務研究科教授、日本EU学会理事。2018年愛知県弁護士会懲戒委員会委員。2021年愛知大学大学院法務研究科長（法科大学院長）、アイシン社外監査役。